# جيمس موراي (1721)
جيمس موراي (بالإنجليزية: James Murray)‏‏ (21 يناير 1721 في لوثيان الشرقية - 18 يونيو 1794 ) موظف مدني من مملكة بريطانيا العظمى.

## الجوائز
- زميل في الجمعية الملكية

## روابط خارجية
- جيمس موراي على موقع الموسوعة البريطانية (الإنجليزية)